# Catena (planetologie)

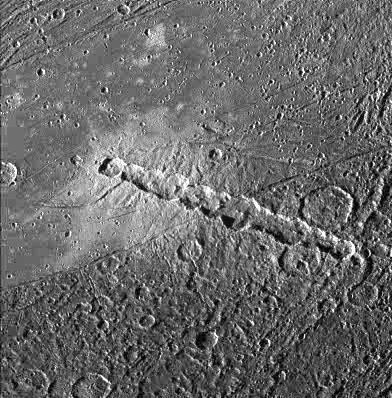
Enki Catena is een keten van inslagkraters op de Jupitermaan Ganymedes, ontstaan door een uiteengevallen komeet of ontsnappend gas van onder. De foto beslaat ongeveer 190 km.

Een catena is een rij van kraters op een hemellichaam, meestal ten gevolge van inslagen. Catena (Latijn voor ketting, meervoud catenae) is volgens de regels van de International Astronomical Union voor planetaire nomenclatuur de officiële aanduiding voor een kraterketen.
Men neemt aan dat deze ketens ontstaan door
- 1. inslag van een lichaam dat onder invloed van getijdewerking uiteenvalt in onderdelen met dezelfde baan of
- 2. vulkanische activiteit.

Een voorbeeld van een keten door inslag was het uiteenvallen en inslaan van de komeet Shoemaker-Levy 9 op Jupiter. Tijdens de Voyager missions naar Jupiter werden 13 kraterketens op Callisto en drie op Ganymedes gevonden.

## Kraterrijen op de maan
Catenae op de Maan vormen vaak stralen vanuit grotere kraters en worden daarom toegeschreven aan secundaire inslagen van de ejecta (opgeworpen puin) afkomstig van primaire inslagen of aan vulkanische gassen die ontsnappen uit een scheur. Men kan kraterrijen afkomstig van secundaire inslagen herkennen door de typische visgraatmotieven, waarvan de koppen van de V-vormige (of chevronvormige) inslagen steeds wijzen in de richting van de primaire inslag. In Mare Imbrium bevinden zich verschillende V-vormige secundaire inslagen, afkomstig van de primaire inslag die verantwoordelijk was voor de vorming van de geprononceerde krater Copernicus. Een aantal kraterrijen op de maan heeft nooit officieel erkende benamingen gekregen. De lijst hieronder toont enkele voorbeelden van hen.

### Fossa Archimedes
Kort na het beeindigen van het Apolloprogramma (NASA) werden een serie maankaarten gemaakt die allen gebaseerd waren op de orbitale hogeresolutiefoto's afkomstig van de drie wetenschappelijke missies Apollo 15, Apollo 16, en Apollo 17. Op een van deze kaarten, Lunar Topographic Orthophotomap 41A4 (LTO-41A4) is de kraterrij te zien die oostzuidoostwaarts loopt ten opzichte van de komvormige krater Beer (van het opvallende tweelingpaar Feuillée en Beer in het zuidoostelijke deel van Mare Imbrium). Op deze kaart draagt de kraterrij de voorlopige benaming Fossa Archimedes omdat ze westzuidwestwaarts ligt van de geprononceerde walvlakte Archimedes, maar officieel heeft ze geen naam. Fossa Archimedes kan waargenomen worden d.m.v. niet al te kleine telescopen.

### De kraterrij ten zuidwesten van Gruithuisen K
Een vreemdsoortige kraterrij is te vinden ten zuidwesten van de krater Gruithuisen K in het noordoostelijk gedeelte van Oceanus Procellarum. De ontstaanswijze van deze kraterrij is nog steeds geklasseerd als selenologisch mysterie. Deze rij ziet eruit als een serie druppelvormige kleine depressies, en kan, mits gebruik van sterke amateurtelescopen en digitale fotografie, vanaf de aarde worden waargenomen (enkel na de lokale zonsopkomst of voor de lokale zonsondergang, omdat de schaduwen in de druppelvormige depressies dan het meest opvallend zijn). Deze kraterrij werd in juli 1971 vanuit orbit gefotografeerd tijdens de missie van Apollo 15. Zie foto's AS15-93-12724, 12725, 12726, 12727, 12728, 12729 (Magazine P/93), alsook LO5-183-med (Lunar Orbiter 5).

### Stadius craterlets
Ongeveer halfweg tussen de kraters Copernicus en Eratosthenes is een chaotisch ogende kraterrij te vinden die door de vroegere maanwaarnemers de Stadius craterlets werd genoemd. De oorsprong van deze kraterrij is niet de ringvormige formatie die officieel bekend staat als Stadius, maar wel de imposante inslagkrater Copernicus. De talrijke secundaire inslagen die kort na de primaire inslag ontstonden hebben onder andere een onregelmatige rij gevormd ter hoogte van Stadius, hetgeen ooit aanleiding gaf tot het geven van de verkeerde benamingen Rima Stadius I en Rima Stadius II. De Stadius craterlets zijn vrij gemakkelijk waarneembaar met elk type amateurtelescoop.

### Catena le Monnier
Catena le Monnier is een baaivormige krater ten zuiden van de opvallende krater Posidonius aan de oostelijke rand van Mare Serenitatis. Op het zuidelijke gedeelte van de vloer van le Monnier bevindt zich een rechte rij kleine depressies, niet ver van de landingsplaats van Loena 21 met de maanwagen Loenochod 2. Deze rij heeft geen officieel erkende benaming. De benaming Catena le Monnier dient dan ook louter om gebruikt te worden als herkenningsmiddel. Deze rij werd ten tijde van Apollo 15 vanuit een baan om de maan gefotografeerd, en is echter te klein om er met amateurtelescopen en aangekoppelde webcamtechnologie digitale foto's van te nemen.

### Hetvraagtekenin Mare Tranquillitatis
Ten noordwesten van krater Maskelyne, in het zuidelijk gedeelte van Mare Tranquillitatis, ligt een merkwaardige rij van uiterst langwerpige depressies die er allemaal samen uitzien als een rechte rille. Net ten noordwesten van deze rechte rille is een boogvormige rij van gewone cirkelvormige kratertjes te vinden, wat het geheel het uitzicht geeft van een gestileerd vraagteken. Dit vraagteken werd vanuit een baan om de maan gefotografeerd tijdens de missie van Apollo 10, zie foto AS10-31-4600.

### Catena Davy
Een bekende kraterrij met een officieel erkende benaming is Catena Davy nabij de krater Davy ten noordoosten van Mare Nubium. Deze kraterrij kan, mits een niet al te kleine telescoop, vanaf de aarde worden waargenomen. Sommige van de kraters van Catena Davy hebben officieel erkende namen gekregen: Alan, Delia, Harold, Osman, Priscilla, en Susan. Dit komt omdat Catena Davy in detail gefotografeerd werd ten tijde van het Apollo programma (orbitale maanfotografie). Een bekende Apollo foto van Catena Davy is AS12-51-7485, genomen tijdens de missie van Apollo 12 in november 1969. De vorming van Catena Davy is mogelijks toe te schrijven aan een serie inslagen van een uiteengereten komeetkern of asteroïde.

### Encke M
Net ten oosten van de krater Encke in het zuidelijk gedeelte van Oceanus Procellarum is Encke M te vinden, een rijtje van slechts drie kratertjes. Dit rijtje werd vanuit een baan om de maan gefotografeerd gedurende o.a. de missie van Apollo 12, maar kan gemakkelijk worden waargenomen met niet al te kleine amateurtelescopen.

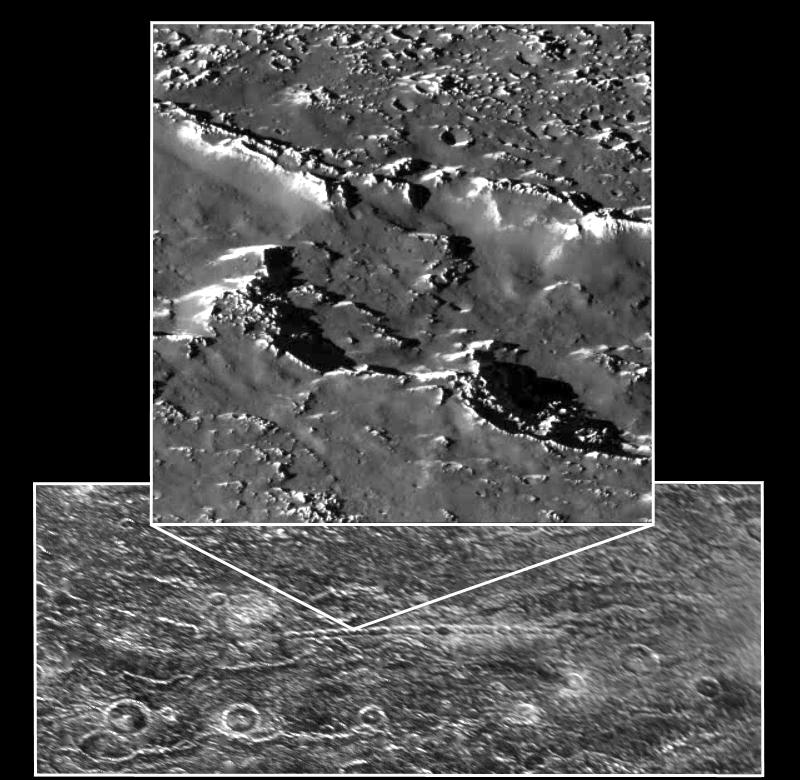
Gomul Catena op Callisto
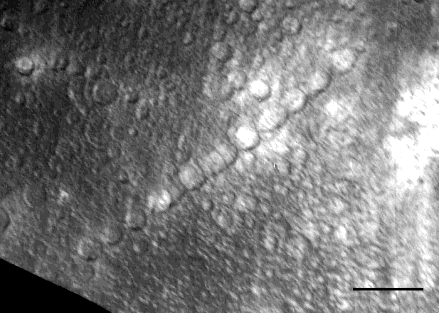
Gipul Catena op Callisto
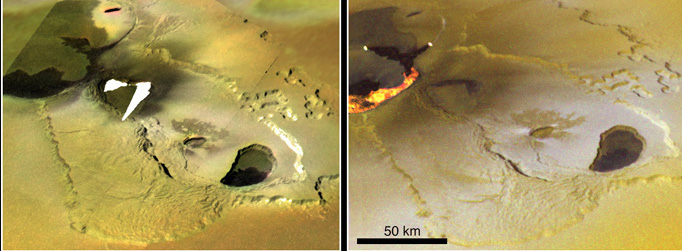
Twee foto's van Tvashtar Patera[3] op Io door de Galileosonde met drie maanden tussentijd. De beweging van de lava is zichtbaar. Galileo nam een lava-uitbarsting waar uit de kleine vulkaankrater (patera) in het midden, en het lavameer uit de grotere patera daarboven.
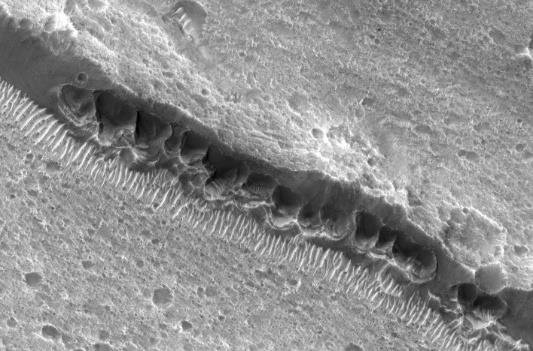
Kraterketen van 15 km lang in Chryse Planitia op Mars door smelten van een onderlaag?

## Trivia

#### Kraterrij in Rima Hyginus
Het gedeelte van Rima Hyginus ten noordwesten van de maankrater Hyginus, herbergt een rij van een tiental cirkelronde depressies.

#### Ten noordwesten van Pico C
Een formatie die er enerzijds uitziet als een rille en anderzijds als een ketting bestaande uit langgerekte depressies, zoals het bovenvermelde vraagteken in Mare Tranquillitatis, is ook te vinden ten noordwesten van de komvormige krater Pico C (ten zuidoosten van de donkere walvlakte Plato) in het noordelijk gedeelte van Mare Imbrium.